# Moczydła (Kodrąb)
Moczydła – przysiółek wsi Kodrąb w Polsce, położony w województwie łódzkim, w powiecie radomszczańskim, w gminie Kodrąb.
W latach 1975–1998 przysiółek administracyjnie należał do województwa piotrkowskiego.